# Chanvre
Pour un article plus général, voir Cannabis.
Pour les articles homonymes, voir Chanvre (homonymie).
Sous-espèce

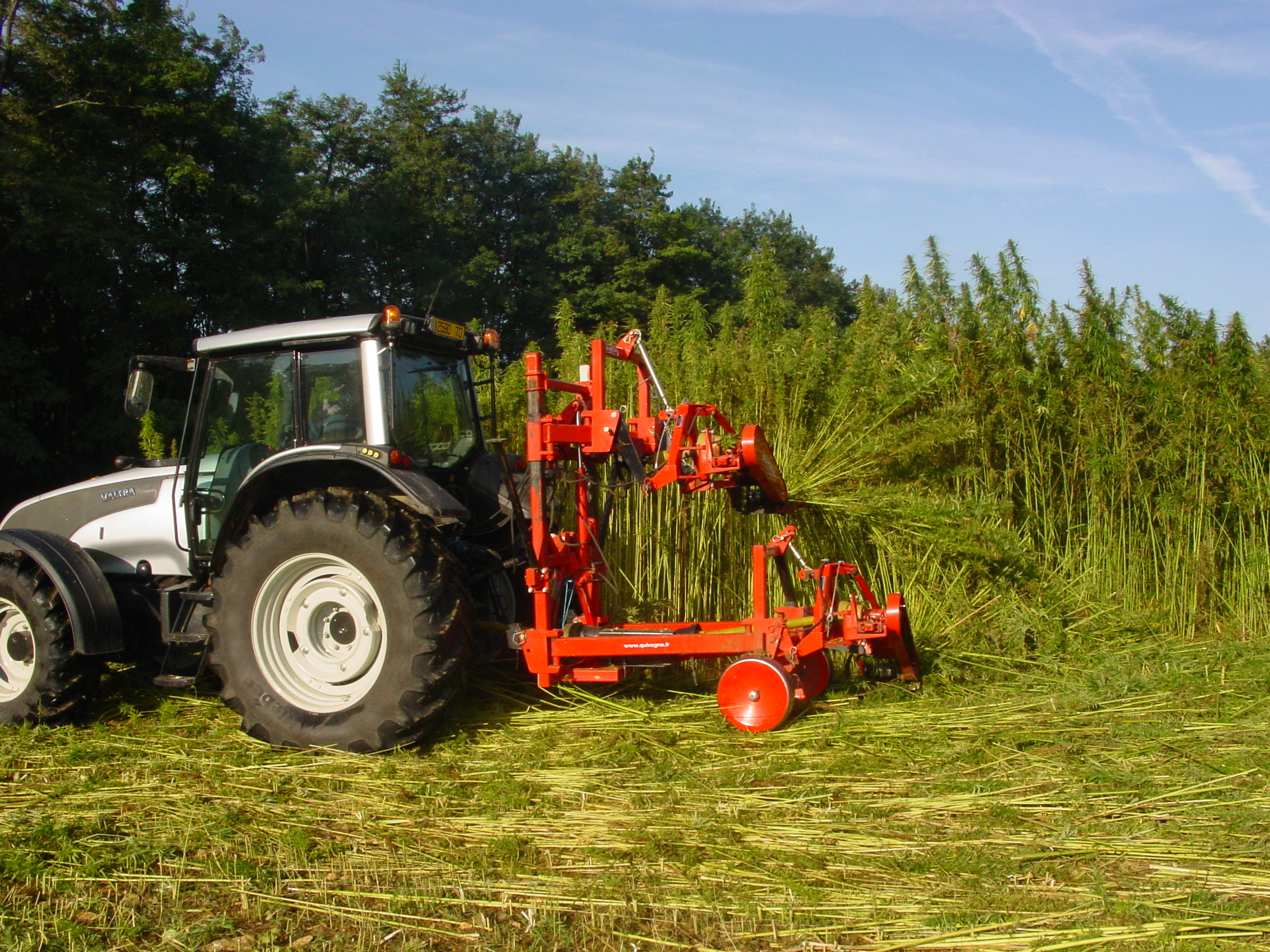
Récolte du chanvre textile en Haute-Saône.

Le Chanvre industriel, textile ou agricole (Cannabis sativa subsp. sativa), est une sous-espèce de plantes de l'espèce Cannabis sativa, famille des Cannabacées. Le terme « chanvre » désigne aussi, par métonymie, la fibre textile tirée de cette plante.
C'est une plante annuelle cultivée, sélectionnée pour la taille de sa tige et sa faible teneur en THC ou autres cannabinoïdes à partir de l'espèce que les botanistes nomment le Chanvre cultivé (Cannabis sativa L.). Il est parfois appelé localement « chènevis », comme le nom de la graine de chanvre. Bien que désignant la même espèce botanique, le terme chanvre est désormais utilisé de préférence pour désigner la plante industrielle et sa fibre végétale, tandis que Cannabis est le nom scientifique du genre utilisé aussi pour désigner la forme psychotrope, utilisée comme drogue ou dans un but médical.
Le chanvre fut très largement utilisé par le passé et il côtoie l'être humain depuis le Néolithique. Il a toutefois peu à peu été interdit ou fortement réglementé au cours du XXe siècle en raison de ses propriétés psychotropes.
Le chanvre industriel connaît de multiples utilisations, telles les tissus, la construction, les cosmétiques, l'isolation phonique et thermique, la fabrication d'huiles, de cordages, de litières, l'utilisation sous forme de combustibles, en papeterie, pour l'alimentation humaine, l'alimentation animale, comme biocarburants, pour des usages médicamenteux, pour un usage récréatif ou comme matériaux composites en association avec des matières plastiques. La filière chanvre trouve un regain d'intérêt avec l'augmentation du prix du pétrole et la prise de conscience environnementale. Les pays européens et les collectivités locales de ces pays tentent ainsi de favoriser à nouveau la culture du chanvre. Sa culture dans le monde est diversement autorisée selon les pays.

## Lexique
Pour être qualifié de « chanvre industriel », et pouvoir ainsi être légalement cultivé en France, le chanvre cultivé doit être d'une variété dont la teneur en THC est inférieure ou égale à 0,2 %.
Après rouissage des tiges, la paille du chanvre cultivé donne la fibre de chanvre (périphérie de la tige) et la chènevotte (partie centrale et moelleuse). Une fois cardée, la fibre donne la laine de chanvre.
- Le chanvrier ou la chanvrière est la personne qui travaille le chanvre, chanvrière peut aussi désigner une coopérative de producteurs de chanvre.
- La chènevière, ou « canebière » dans le Sud de la France, désigne un champ de chanvre.
- Le chènevis désigne la graine de chanvre.
- La chènevotte est la partie ligneuse de la tige, la moelle interne qui reste quand on en a séparé la fibre.
- Un ferrandier est un peigneur de chanvre.
- Un four à chanvre est un four utilisé jadis afin de le sécher.
- La teille est l'écorce de la tige du chanvre[5].

Remarque : pour désigner couramment le chanvre et ses sous-espèces, les différents acteurs de la filière chanvre à usage industriel non récréatif préfèrent employer les appellations en français (ou autre langue locale) : chanvre, chanvre cultivé, chanvre agricole, chanvre d'œuvre, ou d'ouvrage, chanvre indien, chanvre afghan ou chanvre sauvage. Par contre, les cultivateurs à usage récréatif emploient plutôt la terminologie latine de la nomenclature botanique : Cannabis, sativa, indica, afghanica ou ruderalis.

## Classification
Les analyses génétiques faites en 2018 permettent de distinguer trois sous-espèces de Cannabis sativa : le Chanvre industriel (Cannabis sativa subsp. sativa) qui a une utilisation en tant que « chanvre », le Chanvre indien (Cannabis sativa subsp. indica ) plus connu pour ses effets psychotropes et le Chanvre sauvage (Cannabis sativa subsp. ruderalis),.
Toutefois, les plants de chanvre ont été tellement sélectionnés et hybridés par l'Humain depuis qu'il les cultive, avec l'obtention de multiples cultivars dont l'origine est difficilement traçable, que définir des limites aussi nettes entre les groupes semble devenu particulièrement compliqué. Cette classification est donc sujette à révision.

## Histoire

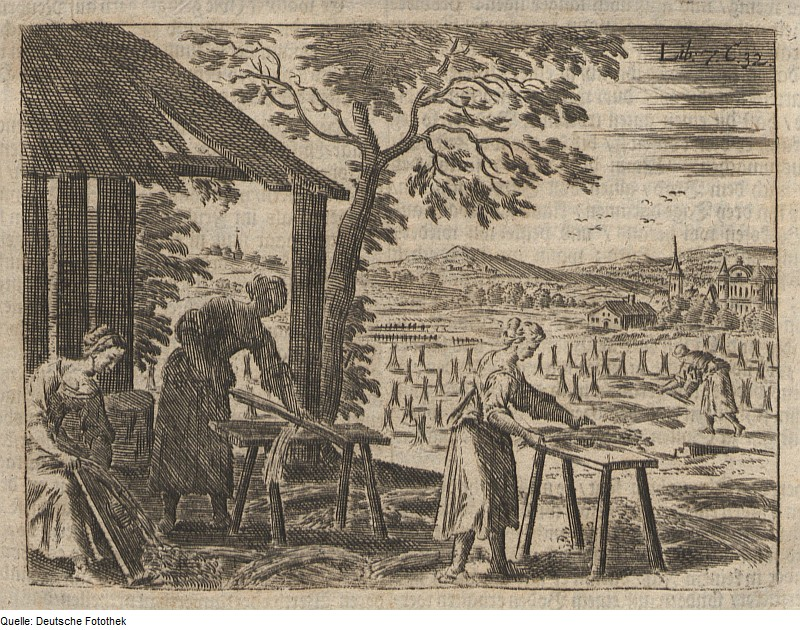
Récolte et travail du chanvre en 1695.

Le chanvre est une des premières plantes domestiquées par l'homme, au néolithique, probablement en Asie. Il a ensuite accompagné migrations et conquêtes pour se répandre sur tous les continents. Ses fibres servaient à confectionner des vêtements en Chine 600 ans av. J.-C., en Europe au Moyen Âge. Les vêtements royaux occidentaux étaient souvent constitués de mélanges de chanvre et de lin. La première Bible imprimée par Gutenberg l'aurait été sur papier de chanvre. Le papier de chanvre est utilisé jusqu'au XIXe siècle. Au début du XXe siècle, en Europe, les fibres de chanvre furent remplacées par le coton, originaire des États-Unis. Plus récemment, ces fibres résistantes et à portée de main, ont servi à fabriquer des vêtements militaires lors des deux guerres mondiales. À la fin de la Seconde Guerre mondiale, elles furent remplacées par des fibres synthétiques, au tissage plus régulier. Les fibres ont longtemps été utilisées pour fabriquer les billets de banque avant d'être remplacées par la ramie. Elles sont également utilisées pour les cordes et cordages, et ont été utilisées pendant longtemps pour les voilures des bateaux.
Le chanvre était également considéré comme une plante magique dite hypocrite ; il était utilisé dans les rituels funéraires : la fumée de l'herbe séchée et brûlée sur des pierres ardentes en présence du défunt était censée déconnecter du réel et permettre de parler aux esprits.

## Utilisation

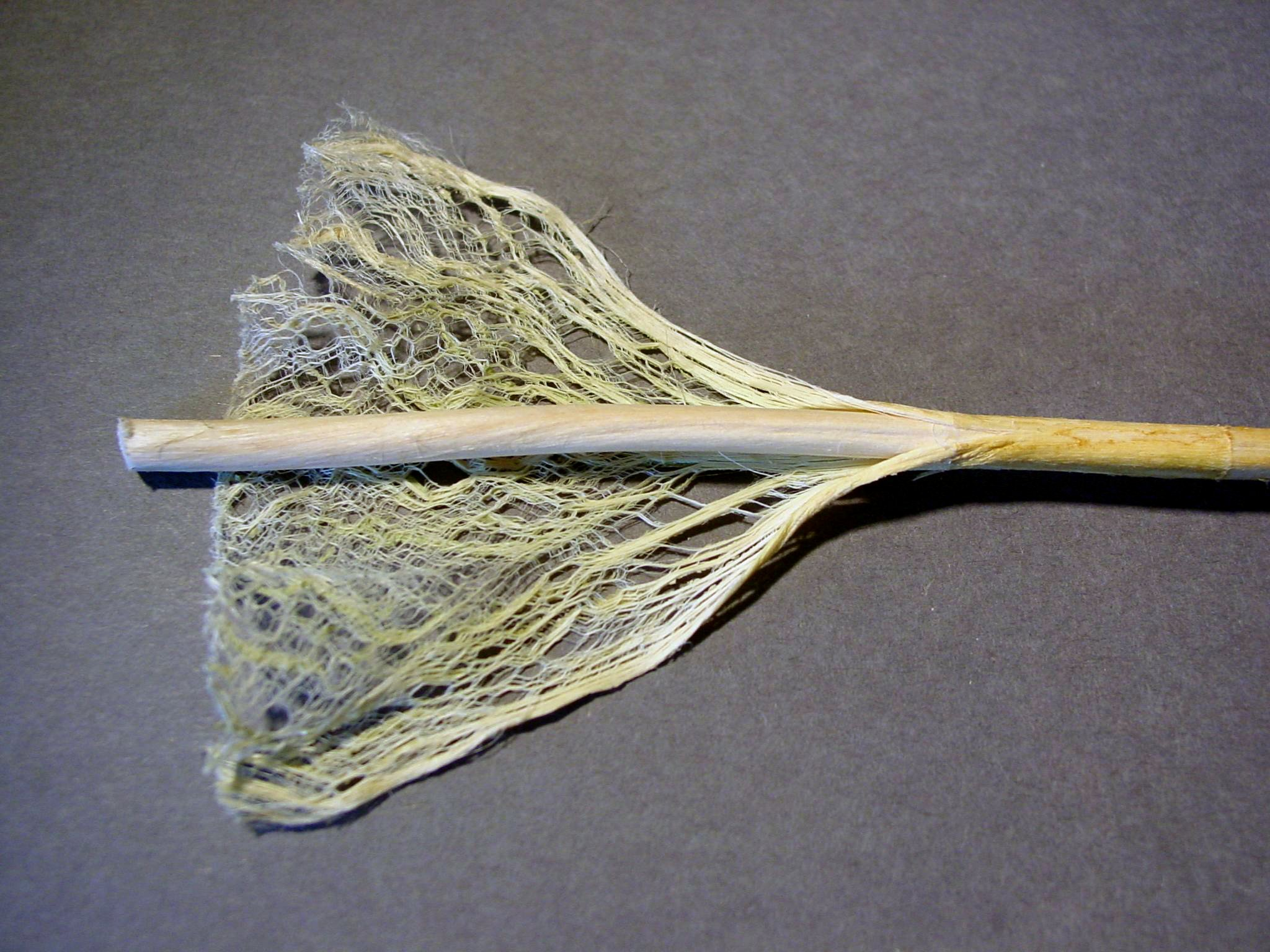
Tige avec mise en évidence des fibres.

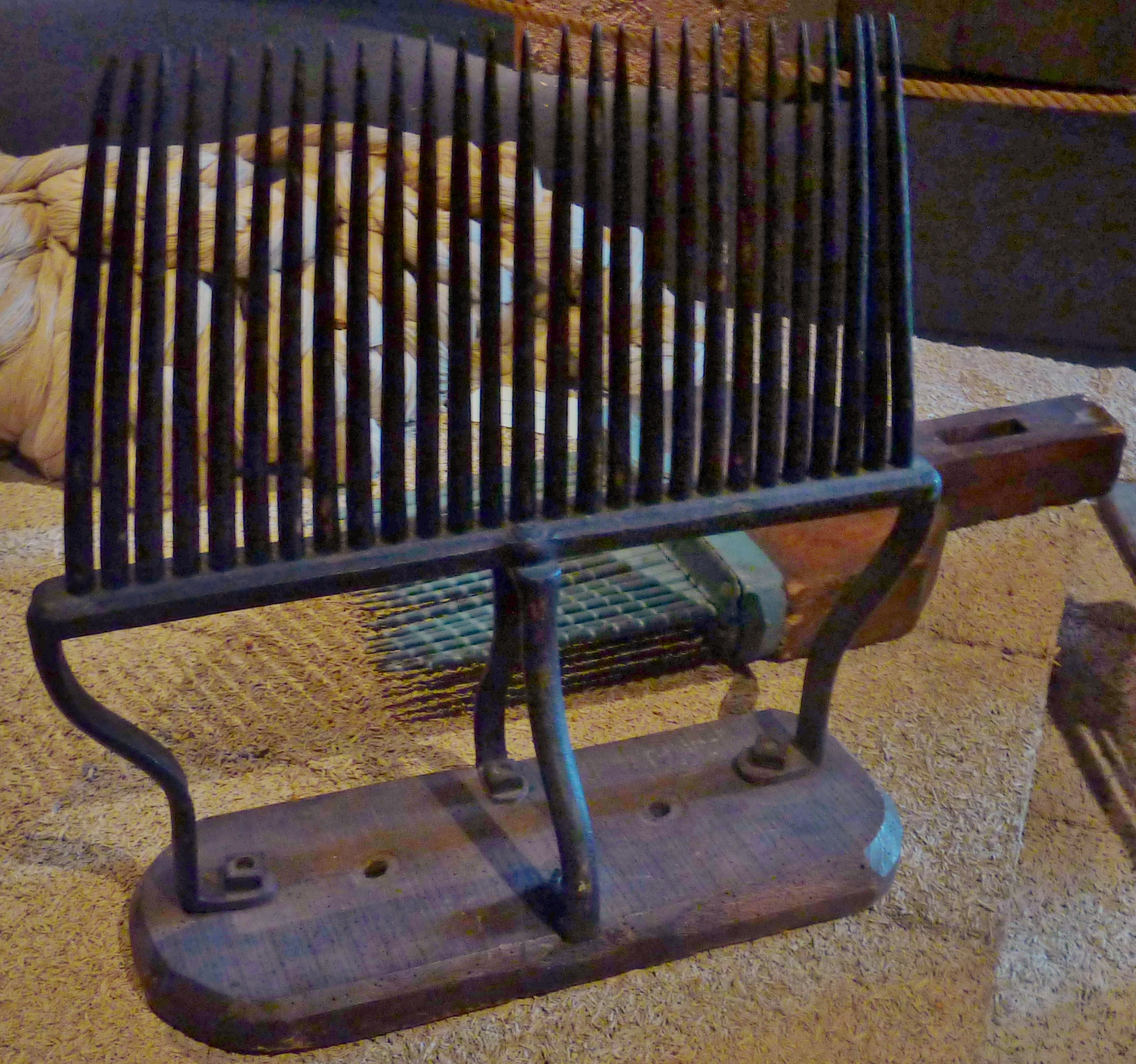
Peigne à chanvre.

### Utilisation des fibres
Les fibres les plus travaillées sont issues de la partie périphérique de la tige.
Les fibres de la chènevotte, tige centrale dépourvue de son écorce, ont une grande capacité d'absorption.
Ces fibres sont utilisées en plomberie pour faire des joints. Elles sont connues sous le nom de filasse.

#### Tissage
Avant de pouvoir être tissé, le chanvre devait subir toute une préparation : le rouissage, le broyage, le teillage et le peignage.
Une fois récolté, il était roui, séjournant dans l'eau une dizaine de jours pour que les fibres se détachent. Ensuite, on le broyait sous la « broie » ou sous une ribe et on le passait au séran qui séparait ce qui pourra être filé au rouet et l'étoupe qui ne pourra pas l'être.
Au XVIIIe siècle, ce travail préliminaire du chanvre était effectué par les agriculteurs qui trouvaient là une source de revenu supplémentaire. C'était surtout les femmes qui filaient.
Il faut différencier cette production familiale de l'activité des tisserands. Bon nombre d'entre eux recevaient le fil d'un marchand-lissier qui récupérait ensuite la toile de chanvre pour la vendre en France et à l'étranger, ramenant en échange épices ou produits divers. Actuellement, le défibrage du chanvre est mécanisé.
Les savoir-faire du chanvre textile est une pratique inscrite à l'inventaire du patrimoine culturel immatériel en France depuis 2020.

#### Cordage

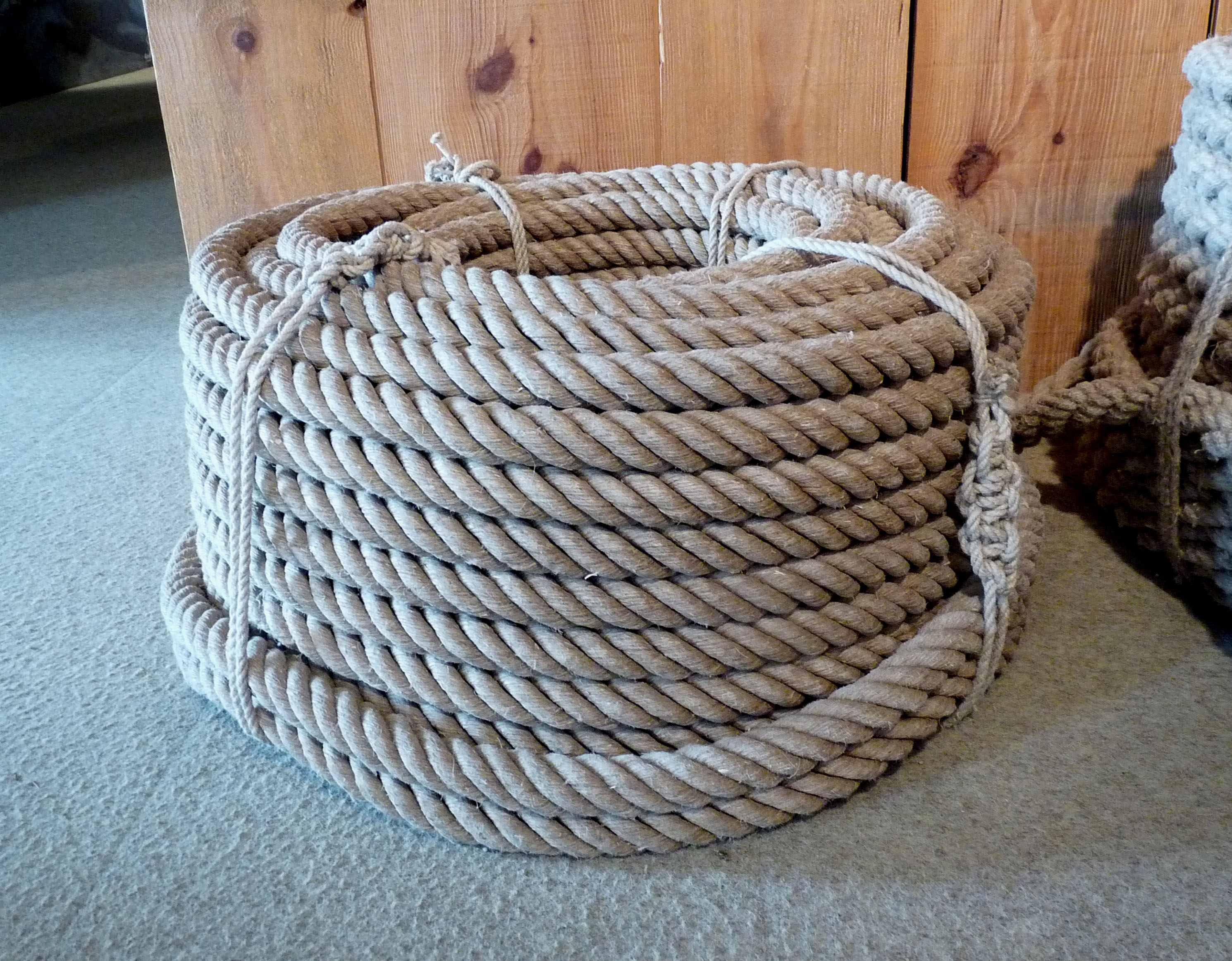
Cordage en chanvre.

Les fibres de chanvre servent à faire des cordes naturelles. En 1661, Colbert fait construire la Corderie royale de Rochefort pour pouvoir fabriquer en France les lourds cordages des navires. La partie centrale du bâtiment permettait de confectionner des cordages de chanvre d'une encablure de long, soit près de 200 m. Leur diamètre pouvait dépasser 20 cm.
Une corde de chanvre de 12 mm de diamètre a une charge de rupture d'environ 1 100 kg. Cette fibre permet aussi de confectionner tout simplement de la ficelle.

#### Papier
Le chanvre est ou a été utilisé dans la fabrication de divers papiers. Le chanvre est utilisé notamment dans les billets de banque, le papier bible et le papier à cigarette.

#### Élevage et agriculture
La chènevotte sert à la fabrication de litières absorbantes pour animaux. Au potager, séchée et concassée, elle constitue un paillis qui a la réputation de présenter l'avantage de bloquer efficacement les limaces.

#### Construction et rénovation thermique du bâtiment

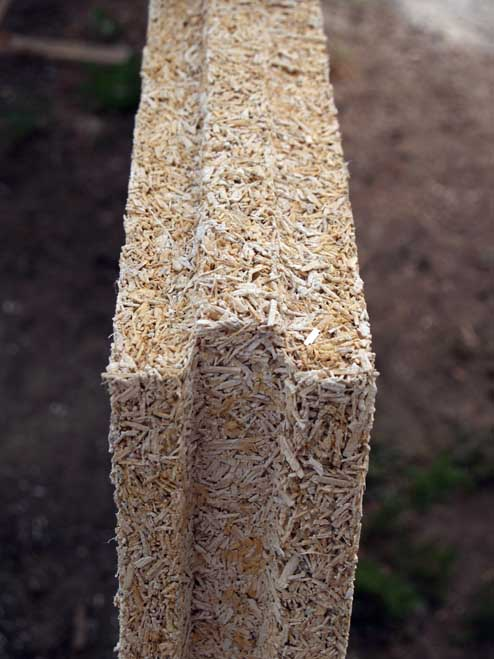
Brique de chanvre utilisée pour l'isolation acoustique et thermique.

On peut fabriquer des murs isolants ou des dalles isolantes en béton de chanvre (mélange de chaux et de chènevotte : associé à la chaux depuis le Néolithique pour la réalisation du meilleur des parpaings d'isolations connu jusqu'à la découverte des aérogels). Le béton de chanvre est aussi utilisé en isolation soit extérieure soit intérieure de bâtiments existants. Ce matériau permet une bonne « respiration » des murs existants grâce à sa très bonne perspirance, capacité à réguler la vapeur d'eau. La laine de chanvre est aussi un très bon isolant thermique, concurrentiel des laines minérales (laine de roche, de verre ou de laitier) parce qu'elle ne pose pas de problème sanitaire (l'amiante, les fibres céramiques réfractaires et les fibres de verre à usage spécial sont cancérigènes parce que constituées de fibres extrêmement petites, capables de pénétrer très loin dans les bronches). Des productions de blocs de chanvre se développent en Isère et en Champagne-Ardenne (première région productrice européenne), notamment.
Le principal fournisseur de fibre de chanvre est la société CAVAC Matériaux.

#### Transport
Vers 1940, Ford expérimente une voiture avec une carrosserie en chanvre : la Hemp Body Car. L'idée est reprise dans les années 2010 par un constructeur canadien de véhicules électriques. Diesel utilisait l'huile de chanvre (ainsi que d'autres huiles végétales) comme carburant pour son moteur.
- Pare-chocs de la Mercedes Classe A[17].

### Utilisation des graines
La graine de chanvre est appelée chènevis. Elle est utilisée pour ses propriétés nutritives, sous forme d'huile ou de graines. Ces deux éléments du chanvre ont été consommés couramment jusqu'au XIXe siècle en France. Ils commencent depuis peu à y être redistribués.
La graine de chanvre décortiquée contient les macronutriments (suivant la base USDA) :
- 9 % de glucides
- 49 % de lipides
- 31 % de protéines, source de huit acides aminés essentiels

De plus, ces proportions sont idéales pour l'alimentation humaine et animale.

#### Huile
- Alimentation : l'huile obtenue par pressage des chènevis jouit d'une excellente réputation diététique, en raison de sa teneur en acides gras de type oméga 3 (dont des oméga 3 SDA) et oméga 6 GLA (Acides Gamma Linoléique) ainsi qu'une faible teneur en Acides Gras Saturés. Non-filtrée, elle a une couleur verte plus ou moins foncée selon les variétés. Elle a un goût de noisette pour certains. On la trouve en vente dans les boutiques bio ou naturelles et des boutiques spécialisées de vente d'huile, producteurs et revendeurs et depuis peu certains supermarchés. En 2010, son prix de vente moyen est proche de vingt-cinq à quarante euros le litre. Les contenants trouvés sont de vingt-cinq centilitres.
- Combustible pour moteur (utilisé notamment par Rudolf Diesel, lors de la création de son moteur Diesel, le gazole arrivera bien plus tard). En 1937, Henry Ford a créé la Hemp Body Car, une voiture en grande partie faite de chanvre et alimenté par l'éthanol de chanvre[19].
- Peintures, vernis, encres et autres produits techniques : l'huile tirée de la graine du chanvre est siccative, à l'instar de l'huile de lin.
- Cosmétiques : en raison de son équilibre en acides gras poly-insaturés, l'huile de chanvre est très nourrissante pour la peau. La présence d'oméga 3 lui confère des propriétés anti-inflammatoires, anti-desquamantes (peaux très sèches). Non commédogène, elle renforce le film hydro-lipidique de l'épiderme et contribue à diminuer les pertes d'eau transcutanées. Elle renforce la cohésion entre les différentes couches de kératinocytes. L'utilisation d'une huile raffinée permet d'obtenir des émulsions sans odeur désagréable et stables dans le temps.

L'huile de chanvre contient[réf. nécessaire]:
- 10 % d'acides gras saturés
- 13 % d'acides gras mono-insaturés (AGMI)
- 77 % d'acides gras poly-insaturés (AGPI) dont 59,5 % d'oméga 6 (acide linoléique) et 17,5 % d'oméga-3 (acide gamma linolénique en majorité, acide stéaridonique)

L'huile issue de chènevis contient en outre 8 % de graisses saturées, 55 % d'acide linoléique et 25 % d'acide α-linolénique. On y trouve des vitamines du groupe B (hydrophiles) et de la vitamine E (lipophile). Seule l'huile de lin contient une plus grosse proportion d'acide α-linolénique, mais l'huile de chènevis contient plus d'acides gras essentiels (80 % du volume total de l'huile)[réf. nécessaire].

#### Farine
Les chènevis peuvent être broyés pour obtenir la farine de chanvre, qui ne contient pas de gluten, une protéine à laquelle certaines personnes sont intolérantes.

#### Protéines de chanvre
Le tourteau de pression – donc partiellement déshuilé – provenant de chènevis décortiqués peut être traité pour concentrer les protéines à diverses teneurs (30 %, 50 % et 70 %). Les protéines de chanvre présentent un indice de qualité de 92 et sont très digestes. Ce produit ne contient pas de gluten.
Certains produits incorporent des coques broyées provenant des graines pour augmenter la teneur en fibres.

#### Boissons
Il existe, d'autre part, différentes boissons utilisant du chanvre :
- limonade de chanvre
- bière chanvrée
- sirop de chanvre
- thé de chanvre
- lait de chanvre
- absinthe au cannabis

À la fin des années 1990, au confluent du renouveau du chanvre et de l'essor des microbrasseries sont apparues les bières de chanvre. Les inflorescences femelles de chanvres à faible teneur en THC y remplacent le houblon. Elles apportent amertume et parfums (notes citronnées, poivrées).

#### Alimentation animale
Des chènevis sont incorporés aux mélanges pour oiseaux domestiques (canaris, perruches), aux côtés de graines d'alpiste et de millet. Le chènevis est également utilisé comme amorce pour la pêche au gardon et à la brême. Une fois trempées et cuites, les graines sont enfilées sur l'hameçon où elles servent d'appât. Enfin, les tourteaux (résidus de l'extraction de l'huile), riches en protéine, peuvent être avantageusement valorisé en alimentation du bétail, en particulier des vaches laitières.

## Potentiel industriel

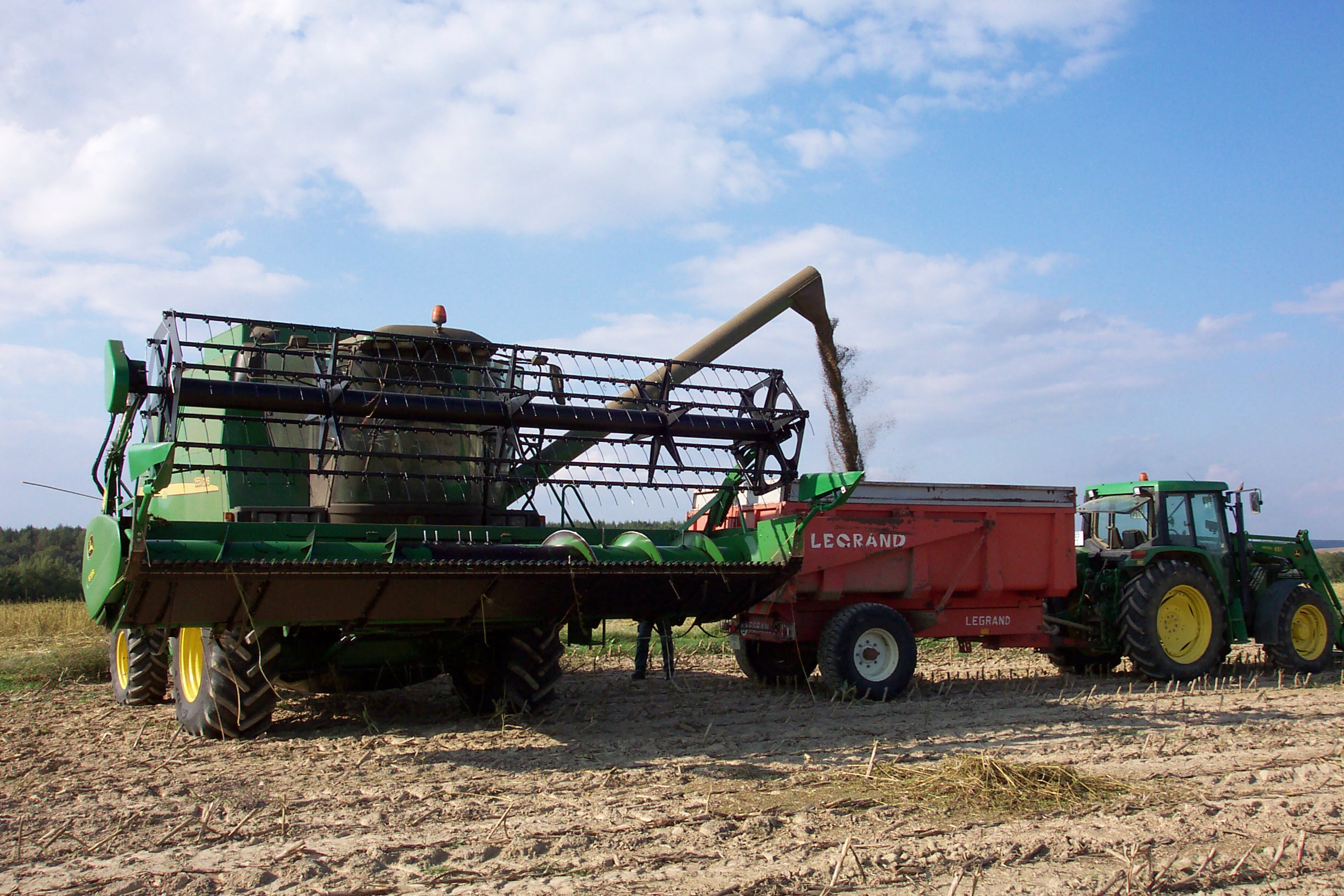
Récolte de chanvre dans la Haute-Saône.

Du chanvre est tiré un nombre important et toujours croissant de produits : fil, ficelle, tissu, papier (plus de 70 % de la production avant 1883), mais aussi matériaux de construction et d'isolation, carburant, plastiques, produits alimentaires, médicaments. Après avoir connu son apogée au milieu du XIXe siècle (176 000 ha cultivés en France) avec pour débouchés la papeterie et la marine à voile, les surfaces en chanvre ont été réduites à quelques centaines d'hectares en 1960 (700 ha) du fait de l'émergence de l'utilisation du coton, des fibres synthétiques et de l'arrivée de la marine à moteur. La culture connaît un regain d'intérêt depuis les années 1970 pour les marchés papetiers. Depuis les années 2000, les surfaces en chanvre se sont stabilisées régulièrement avec l'émergence de nouveaux débouchés.
En 2006, les surfaces en chanvre atteignaient 8 083 ha pour 1 056 producteurs (cultures industrielles et semences comprises).
Le magazine américain Popular Mechanics de février 1938, titre un article au sujet de l'exploitation du chanvre : « New billion dollar crop ». L'extraction des fibres de la tige du chanvre, opération fastidieuse, venait de bénéficier d'un nouveau procédé d'automatisation, qui promettait une rentabilité énorme. Cependant, la culture du chanvre fut progressivement interdite aux États-Unis, par une succession de mesures, notamment la Marihuana Tax Act de 1937. Les fibres synthétiques, comme le nylon, commercialisé en 1938, commencèrent à s'imposer sur le marché mondial. Les plants poussant à l'état sauvage furent traqués et détruits.
Pendant la Seconde Guerre mondiale, les États-Unis incitèrent leurs fermiers à produire massivement du chanvre. Le film Hemp For Victory (en), réalisé par le gouvernement américain, explique aux fermiers la nécessité de produire du chanvre pour soutenir l'effort de guerre. Avant 1989, l'existence de ce film était méconnue, et le département de l'agriculture des États-Unis, ainsi que la Libraire du Congrès nièrent son existence, jusqu'à ce que deux copies VHS ressurgissent, des mains de Maria Farrow, Carl Packard, et Jack Herer[réf. nécessaire].

### Culture industrielle
Le chanvre industriel, principalement du chanvre cultivé (en Europe) et du chanvre indien, est une plante à racine pivotante pouvant dépasser quatre mètres de haut, autrefois cultivée pour les fibres contenues dans sa tige produisant la filasse ou pour ses graines (appelées chènevis) fournissant une huile siccative. Plante rudérale et robuste, sa culture en Europe ne nécessite l'emploi d'aucun pesticide. C'est en revanche une culture qui nécessite des apports de potassium et d'azote : dans la littérature technique on trouve des préconisations de 80 à 150 kg d'azote par hectare,. À titre de comparaison, une culture de maïs destiné à l'ensilage, dont le cycle de végétation recouvre sensiblement la même période que le chanvre, nécessite environ 200 kg d'azote par hectare. Le chanvre industriel cultivé légalement en Europe l'est généralement dans des exploitations agricoles de grande taille.

Les armes de la commune de Chennevières-lès-Louvres, dans le Val-d'Oise, comportent une tige de chanvre feuillée de sinople.

En France, la culture du chanvre, les outils et les métiers associés ont laissé de nombreuses traces dans la toponymie et l'anthroponymie (noms de lieux et de personnes). Par exemple la célèbre avenue de la Canebière à Marseille. En effet, cannebière (avec 2 n), en langue d'oc, désigne une plantation de chanvre. Selon certains, il y avait culture de chanvre à cet endroit ; selon d'autres, il ne s'agissait que de fabriques de cordes et de voiles liées aux activités du port. Du côté de Nice on trouve li Chanabieros francisé en les « chanebières ». Au nord de la Loire, la plantation de chanvre était appelée chennevière, un terme que l'on retrouve dans des noms de lieux (Chennevières-sur-Marne) ou de personnes, parfois déformé en « chêne vert ». Le terme employé aujourd'hui est chènevière.

### Production
Le renouveau du chanvre industriel en France et en Europe résulte de l'augmentation des prix du pétrole, des obligations de recyclage des matières et des perspectives environnementales. La France est aujourd'hui leader européen avec une production annuelle de 50 000 tonnes (100 000 tonnes dans l'Union européenne), et la plus large variété mondiale de semences industrielles certifiées.
Sur le plan industriel, le chanvre présente l'avantage de produire deux matériaux distincts et complémentaires :
- la chènevotte (ou bois de chanvre) très légère (densité 0,12) ;
- et la fibre avec un haut module de résistance à la traction.

Sont visés les marchés du bâtiment et de la plasturgie automobile où les fibres de chanvre permettent la réduction du poids des pièces, ainsi que l'amélioration des perspectives de recyclage et de protection de l'environnement. En effet, le chanvre est un excellent dépolluant des sols de par sa capacité d'absorption du dioxyde de carbone. Le chanvre bioplastique, moins polluant car élaboré à partir de végétaux est également utilisé comme substitut au plastique traditionnel. Le chanvre est également utilisé dans la production d'énergie à travers l'utilisation de biomasse car il capte le CO2 pendant sa croissance.
La FNPC (Fédération nationale des producteurs de chanvre) est en même temps un syndicat de producteurs et un producteur de semences de chanvre industriel. Depuis peu, la recherche sur le chanvre industriel en France est fédérée par l'Institut Technique du Chanvre (ITC).

#### Production mondiale

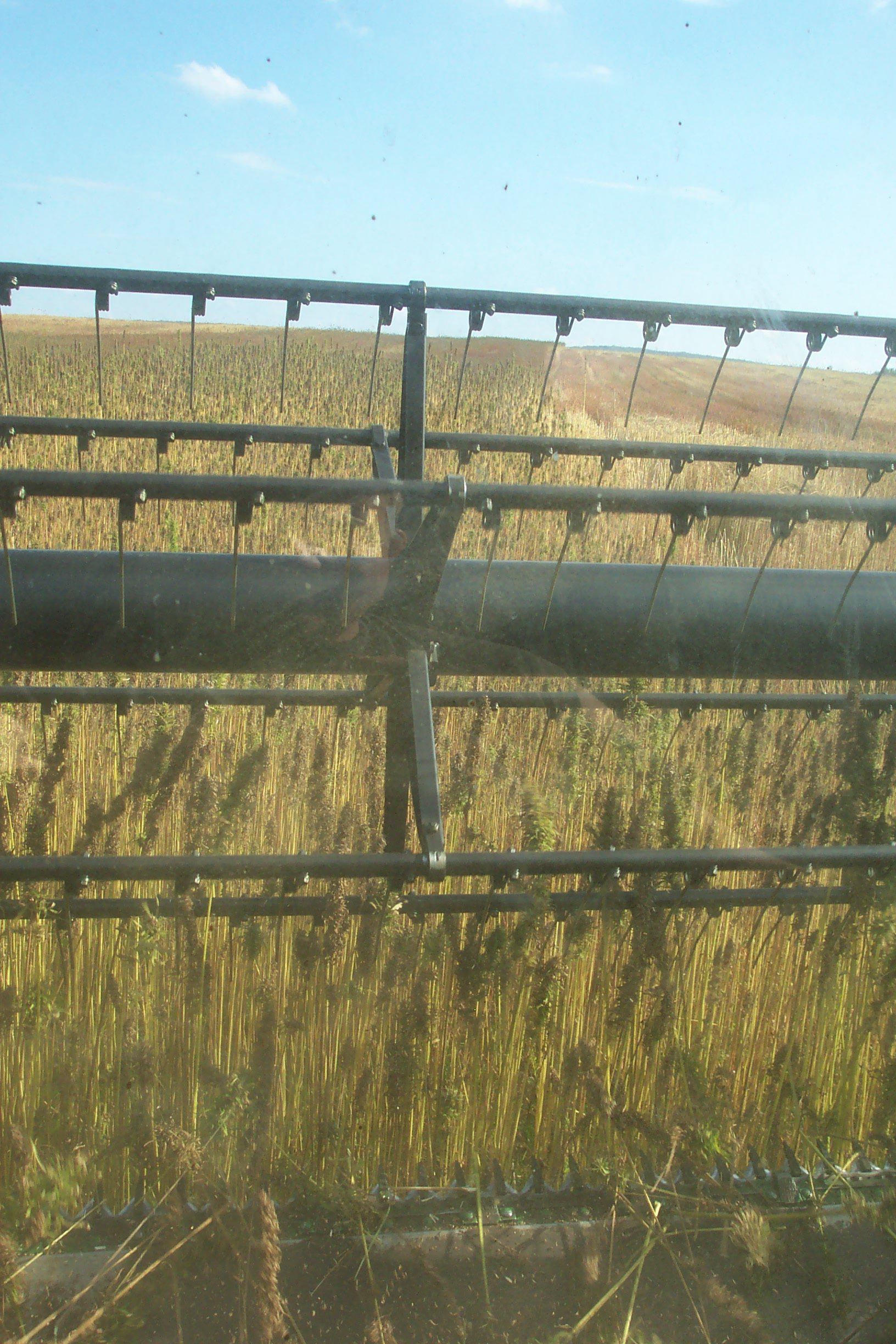
Récolte de chanvre.

| Production en tonnes, 2017. Total « Chanvre » et « Chanvre, fibre et étoupe » Données de FAOSTAT (FAO) |         |                |
| Pays                                                                                                   | 2021    | Part de marché |
| France                                                                                                 | 143 110 | 54 %           |
| Chine                                                                                                  | 72 878  | 24 %           |
| Corée du Nord                                                                                          | 15 096  | 6 %            |
| Pays-Bas                                                                                               | 13 280  | 5 %            |
| Autriche                                                                                               | 10 700  | 4 %            |
| Italie                                                                                                 | 4 710   | 2.2 %          |
| Chili                                                                                                  | 4 215   | 2 %            |
| Russie                                                                                                 | 3 239   | 1.5 %          |
| Roumanie                                                                                               | 2 770   | 1 %            |
| Ukraine                                                                                                | 737     | moins de 0.3 % |
| Total                                                                                                  | 267 965 | 100 %          |

#### France
Après avoir culminé à près de 170 000 ha au XIXe siècle, le chanvre est redescendu en 1904 autour de 21 000 ha de chanvre en France pour atteindre un point bas de 600 ha ; cette culture avait presque disparu jusqu'à une reprise récente dans certains départements de l'Est de la France par la Chanvrière de l'Aube et Interval-Eurochanvre dans la Haute-Saône, PDM Industries dans la Sarthe, Planète chanvre en Seine-et-Marne, Terrachanvre, LChanvre dans les Côtes-d'Armor, Coopéval-Agrofibre dans la Haute-Garonne, les Chanvres de l'Atlantique dans les Landes et les Chanvriers de l'Est en Lorraine. Environ 8 000 ha lui sont maintenant consacrés en France, dont 5 000 ha autour de son bassin de production principal en Champagne-Ardenne. À Bar-sur-Aube, dans le département champenois de l'Aube, 125 tonnes de paille de chanvre sont produites par jour. Les cultivars utilisés aujourd'hui en France ont des teneurs en THC extrêmement faibles, le règlement no 1164/89 de la Communauté européenne imposant un taux inférieur à 0,3 %.
En 2008, en France, le taux de THC devrait être inférieur à 0,2 % conformément à la réglementation européenne (règlement CE no 1782/2003 du Conseil du 29/09/2003 modifié, règlement CE no 796/2004 de la Commission du 21/04/2004 modifié). Les cultivars éligibles, une vingtaine, sont inscrits en article 2 de l'arrêté du 22 août 1990 portant application de l'article R. 5181 pour le cannabis, modifié en 2008.
En 2023, 20 variétés de chanvre monoïque sont inscrites au catalogue officiel ainsi que 6 variétés de chanvre dioïque.

#### Belgique
Traditionnellement pratiquée dans ce pays jusqu'au XIXe siècle pour la production privée de cordages et au profit du marché naval et textile, la culture du chanvre a presque disparu avec la généralisation de l'importation du coton et des bateaux à vapeur.
La culture du chanvre industriel a repris significativement depuis 2009, notamment en Wallonie, où les surfaces cultivées en 2010 étaient de 135 ha. Cette culture est soumise à la réglementation européenne : obligation de déclaration et de contrôle, semences de variétés autorisée officiellement et taux de THC inférieur à 0,2 %.

#### Canada et États-Unis
Au Canada, la culture du chanvre est autorisée depuis 1998. La teneur en THC est strictement réglementée et vérifiée par Santé Canada qui contrôle aussi la production, la distribution, la transformation, l'exportation et l'importation du chènevis. Une licence annuelle et le respect de plusieurs règlements sont requis. La teneur en THC est limitée à 0,3 % du poids des feuilles et à 10 parties par million (ppm) dans le cas de l'huile et de la farine de chènevis. Le chanvre est notamment cultivé dans la Saskatchewan, au Manitoba et en Alberta.
La culture du chanvre aux États-Unis, après avoir été encouragée pendant la Seconde Guerre mondiale comme un des éléments de l'effort de guerre, a été interdite jusqu'en 2018. La nouvelle loi fédérale agricole signée en décembre 2018 en autorise la production commerciale, chaque État décidant individuellement des modalités de la culture et du commerce inter-États des graines de chanvre.

## Lutte contre le réchauffement climatique
Le chanvre a une croissance très rapide et peut atteindre 4 m en 100 jours. De ce fait, il s'avère deux fois plus efficace que les forêts pour absorber du CO2, un hectare pouvant en absorber de 8 à 22 tonnes par an. Son utilisation dans des produits à longue durée de vie comme les matériaux d'isolation thermique ou comme matière première pour des plastiques permet donc de stocker du carbone.

## Aspects culturels
En 2015, la culture du chanvre textile dans le Briançonnais est inscrite à l'inventaire du patrimoine culturel immatériel en France.
Au début du XXIe siècle se multiplient les labyrinthes végétaux éphémères, tracés au milieu des cultures de plantes hautes, notamment de chanvre[réf. souhaitée].

### Documentaires
- « Le Chanvre », documentaire réalisé par Beatrice Schaechterle, Allemagne, 2004, 43 min (Arte, diffusion le 26/08/2004, à 19h00)

### Expositions
- Exposition itinérante réalisée par les Musées départementaux Albert et Félicie Demard
- Musée du chanvre, en Côte-d'Or